# Pacián
Svatý Pacián (lat. Pacianus) († asi 390) byl biskupem v Barceloně, dnes uctíván jako svatý.

## Život
Tento světec patří k těm svatým, o jejichž životě nemáme mnoho zpráv. Víme o něm jen, že byl biskupem, vynikajícím řečníkem a též spisovatelem. Jako takový se aktivně zapojil do potírání tehdy se šířícího bludu, jimž byl arianismus.

## Citáty
- Christianus mihi nomen, cathólicus vero cognómen. (v překladu: Mé jméno je křesťan, příjmení katolický.)